# Жакуипи
Жакуипи (порт. Jacuípe)  —  муниципалитет в Бразилии, входит в штат Алагоас. Составная часть мезорегиона Восток штата Алагоас. Входит в экономико-статистический микрорегион Мата-Алагоана. Население составляет 7313 человек на 2000 год. Занимает площадь 217 км².
Праздник города —  4 февраля.

## История
Город основан 4 февраля 1958 года.

## Статистика
- Валовой внутренний продукт на душу населения на 2000 год составляет 57,70 реалов (данные: Бразильский институт географии и статистики).
- Индекс развития человеческого потенциала на 2000 год составляет 0,548 (данные: Программа развития ООН).